# Грязнов Андрій Інокентійович
Грязнов Андрій Інокентійович (нар. 1920, Запоріжжя — 1949 Паміро-Алай) — український альпініст, геолог за освітою, учасник Другої світової війни, інструктор альпінізму, організатор спортивних таборів, поет-пісняр.

## Біографія
Народився у 1920 році в місті Запоріжжя. Батько — Інокентій Петрович Грязнов, літератор і журналіст, прищепив синові любов до подорожей та досліджень. Його першою вершиною став Джантуган у Приельбруссі (регіон Адилсу).
У 1938 році закінчив Українську школу інструкторів альпінізму. Того ж року взяв участь у дослідженні тоді ще маловідомого району Тютюнсу, де здійснив низку сходжень на вершини Орелюбаші, Каяртабаші, пік Артема, пік Кіллар, Аджикол, Саринь-тау.
У 1939 році разом з М. Ф. Яковенком здійснив спортивні сходження на вершину Коштан-тау (т. зв. «Хрест»), а в двійці з В. Н. Маловим — на Дихтау. У 1940 році займався викладацькою діяльністю, інструкторською роботою, організував альпіністський табір «Стахановець» у Башиловій ущелині, здійснив сходження на Тот-тау, Галя-тау, пік Зв'язку, траверс Кулак-тау.
Паралельно з альпінізмом навчався у Дніпропетровському гірничому інституті, захоплювався гірськолижним спортом та парашутизмом. 20 червня 1941 року захистив диплом з відзнакою і добровольцем пішов на фронт.
У 1942 році домігся переведення у частини, що вели бої на Кавказі. У званні лейтнанта був старшим інструктором альпінізму 897-го гірсько-стрелецького полку 46 армії Закавказького фронту, розвідником і провідником у гірськострілецькому підрозділі. Брав участь у бойових операціях у районах перевалу Басса, Донгузорун, Бечо, на Ельбрусі та в Баксанській ущелині.
У 1943 році входив до складу групи, що знімала фашистські прапори з Ельбрусу й встановлювала прапори СРСР. Того ж року написав разом з Любов'ю Коротаєвою та Ніком Персіяніновим пісню «Баксанська» на мотив танго Бориса Терентьєва «Нехай дні проходять».
У 1944 році здійснив сходження по східному гребеню на Тіхтенген, а в 1945 році — неповний траверс Безенгійської стіни в двійці з О. В. Багровим, до вершини Джангі-тау.
Загинув у 1949 році під час рятувальної операції, виконуючи обов'язки начальника рятувального загону. Похований з військовими почестями.
На честь Андрія Грязнова названо пік висотою 4421 м у горах Тянь-Шаню (Киргизстан). Альпіністи Дніпропетровської області з 1952 року розігрують перехідний приз — кубок імені А. Грязнова — за краще сходження в сезоні не нижче IV категорії складності.